# Commodore MAX Machine
 Le Commodore MAX Machine, plus connu en tant qu'Ultimax en Amérique du Nord et appelé VC-10 en Allemagne, est un micro-ordinateur conçu et vendu par Commodore International au Japon dès début 1982 en guise de prédécesseur du célèbre Commodore 64 . Le manuel Commodore 64 mentionne l'appareil par son nom, laissant entendre que Commodore pensait à l'origine vendre l'ordinateur dans le monde entier ; cependant, personne ne sait si la machine fut un jour vendue en dehors du Japon. Il est considéré comme très rare pour cette raison.
Les jeux étaient chargés depuis des cartouches branchées à la machine , qui avait un clavier à membrane, 2.0 Ko de RAM en interne et 0,5 Ko de RAM couleur (1024 × 4 bits). Il nécessitait d'être connecté à un téléviseur afin d'afficher les jeux. Il embarquait le même chipset et le même processeur 6510 que le Commodore 64, la même puce son SID et une architecture ROM compatible pour rendre le C64 rétrocompatible avec les jeux MAX. Cette rétrocompatibilité fut ensuite largement utilisée dans cartouches de "gel" (comme l'Action Replay), comme façon simple de prendre le contrôle du programme en cours d'exécution. Il était possible d'utiliser un lecteur de cassettes pour le stockage, mais ces lecteurs étaient dépourvus des ports série et utilisateur nécessaires pour connecter un lecteur de disque, une imprimante ou un modem.

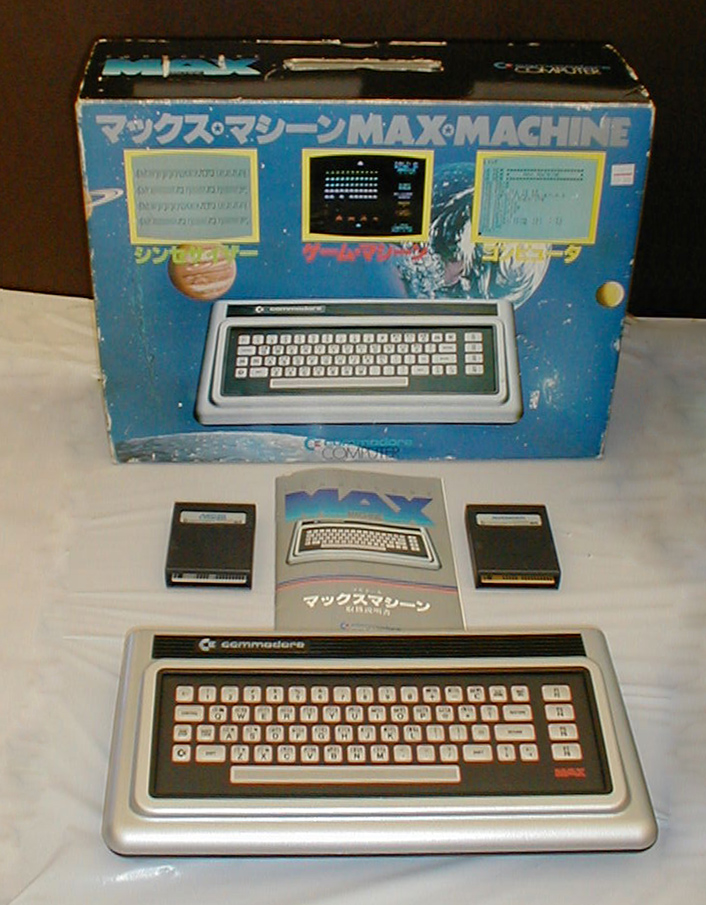
Une MAX Machine accompagnée d'accessoires et de son emballage de vente.

Commodore prévoyait de le commercialiser pour la bagatelle de 200 dollars. Bien que le MAX ait de meilleures capacités graphiques et sonores, le VIC-20 (un autre ordinateur vendu par Commodore) qui s'est vendu pour environ le même montant, était beaucoup plus extensible, bénéficiait d'un catalogue de jeux bien plus grand que celui du MAX, et son clavier était de meilleure fabrication - ce qui le rendait plus attractif pour les consommateurs.
Contrairement au C64, le MAX ne s'est jamais vendu et sa production fut rapidement stoppée.